# Raghad Hussein
Raghad Saddam Hussein, en arabe: رغد صدام حسين (née le 2 septembre 1968 - ) est l'aînée des filles de l'ancien président irakien Saddam Hussein avec Sadjida Talfah, sa première épouse.

## Biographie
Elle était mariée au général Hussein Kamel Hassan al-Majid, responsable des programmes d'armement, tandis que Rana, sa sœur, était mariée au frère de Hussein, le général Saddam Kamel Hassan al-Majid, cadre de la garde républicaine. Hussein Kamel et Raghad ont eu cinq enfants, trois fils et deux filles.
Les deux sœurs et leurs époux s'étaient enfuis vers la Jordanie en 1995. Ils y sont demeurés du 8 août 1995 jusqu'au 20 février 1996. Hussein fut considéré comme un traître par le régime irakien, pour avoir communiqué des secrets militaires à la UNSCOM, à la CIA et au MI6, tout appelant au renversement du régime. 
Ayant obtenu une promesse de pardon, de la part du Conseil de commandement de la révolution, organe suprême du pays, les deux frères et leurs épouses purent ainsi rentrer en Irak. Raghad et Rana furent séparées de leurs maris qui furent exécutés trois jours après leur retour, en compagnie de leur père et de leur frère, par les membres de la tribu al-Majid, à laquelle ils appartenaient. Ceux-ci auraient ainsi voulu couper « la branche traîtresse de la famille », selon un message qu'ils auraient adressé à Saddam Hussein. Peu de temps avant l'assassinat, les deux sœurs obtenaient le divorce, ayant affirmé avoir été « trompées » par leurs maris, qualifiés de « traîtres ». Il n'est pas impossible que le Raïs ait proféré des menaces sur l'ensemble des membres de la tribu, si cette dernière ne procédait pas elle-même à l'exécution.
On croyait le fils de Raghad et Kamal, Ali massacré lui aussi, mais il semble qu'il soit toujours vivant, sous le nom de Ali Hussein.
En 1997, sa mère, Rana et elle sont arrêtées sur les ordres de leur frère aîné Oudaï, les accusant d'avoir trempé dans un complot pour l'assassiner.
Le 31 juillet 2003, Raghad, Rana et leurs neuf enfants se sont enfuis à travers la Syrie jusqu'à Amman, la capitale jordanienne, où le roi Abdallah II leur a donné asile.
En juin 2004, elle a organisé une équipe de juristes pour défendre son père, auquel elle est restée dévouée.